# Lamelligomphus castor
Lamelligomphus castor – gatunek ważki z rodziny gadziogłówkowatych (Gomphidae). Występuje w Azji Południowo-Wschodniej; stwierdzony w Kambodży, Tajlandii, Wietnamie oraz Malezji (na Półwyspie Malajskim).